# Église protestante maohi
 (octobre 2021).
Si vous disposez d'ouvrages ou d'articles de référence ou si vous connaissez des sites web de qualité traitant du thème abordé ici, merci de compléter l'article en donnant les références utiles à sa vérifiabilité et en les liant à la section « Notes et références ».
L’Église protestante māòhi (EPM) ou Ètārētia porotetani māòhi (ÈPM) est la plus grande Église réformée de la Polynésie française, réunissant environ 38% de la population.

## Histoire
L’Église fait remonter sa fondation au 5 mars 1797, date à laquelle des missionnaires de la London Missionary Society débarquent à Tahiti - célébré chaque année par la fête de l'Arrivée de l'Évangile. Reprise en main par la Société des missions évangéliques de Paris après la conquête française, elle est devenue autonome en 1963. Jusqu'en 2004, elle est connue sous le nom d'Église évangélique de Polynésie française (EEPF).

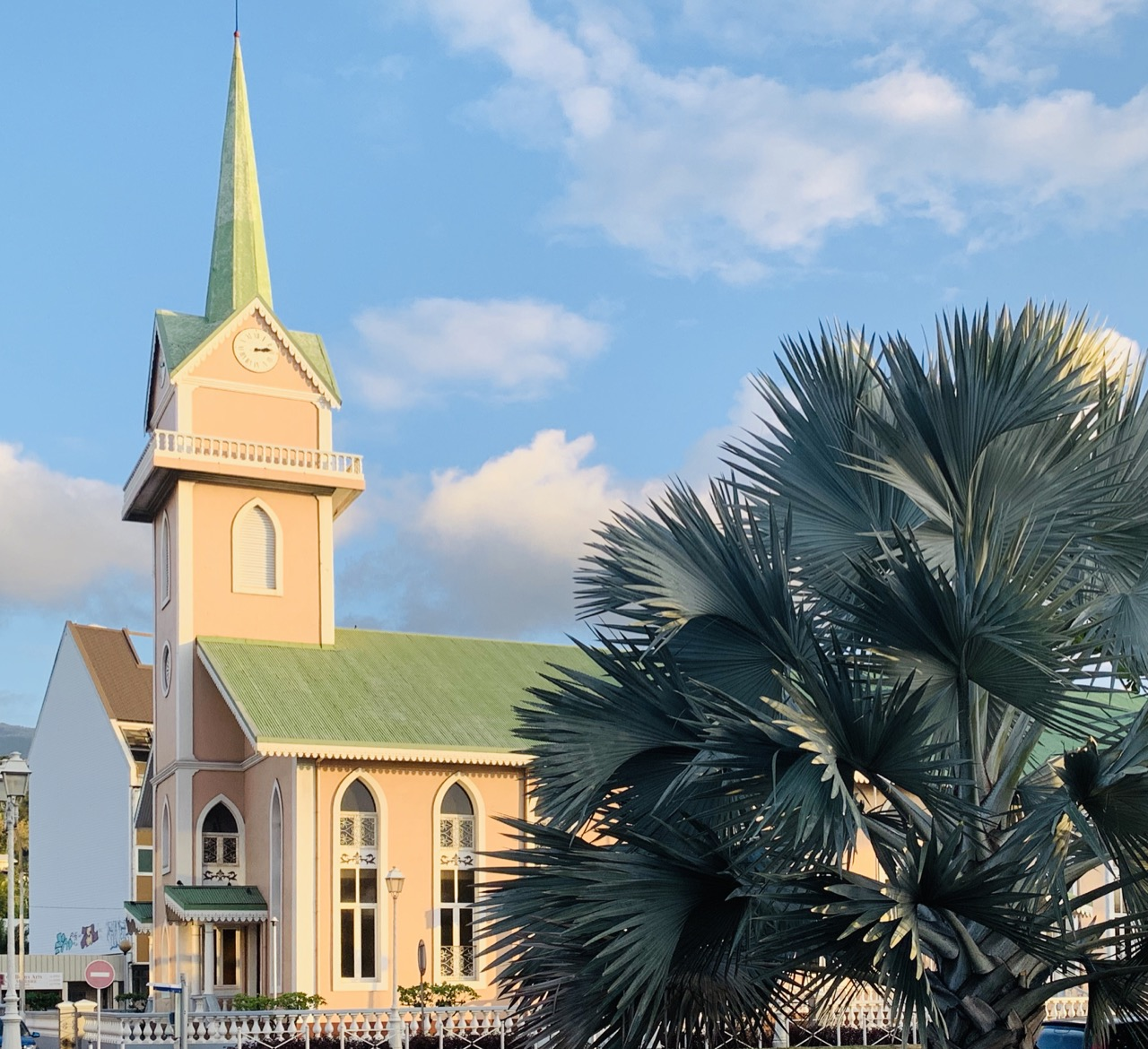
Temple protestant de Paofai, plus important et plus ancien temple de Papeete.

L’Église protestante māòhi est enregistrée au répertoire des entreprises de la Polynésie française sous le nom « EGLISE PROTESTANTE MAOHI », sans accent ni apostrophe. Cette notation officielle est reprise anarchiquement sans majuscule par les textes publiés au journal officiel de la Polynésie française : « Église protestante Maohi », « Église protestante maohi », « église protestante Maohi », « Église Protestante Maohi », etc. Les auteurs d'ouvrage de recherche préfèrent, suivre les recommandations de l’Académie française pour les deux premiers termes, puis employer une des deux orthographes du tahitien respectueuses de la prononciation pour le dernier ; ils la nomment donc « Église protestante māòhi » ou « Église protestante mā’ohi », sans systématiquement utiliser l'italique. Son nom tahitien dans l'une des deux graphies principales de cette langue est Ètārētia porotetani māòhi.

### Présidence
- 1963 à 1976 : Samuel Raapoto
- 1976 à 1987 : Utia Marurai
- 1987 à 2003 : Jacques Ihorai
- 2003 à 2019 : Taaroanui Taarii
- depuis 2019 :  François Opura Pihaatae

### Secrétaire générale
- depuis 2023 : Hinatea Marotau

## Organisation

### Relations internationales
Elle est membre de la Communion mondiale d'Églises réformées (et auparavant de l'Alliance réformée mondiale), du Conseil œcuménique des Églises, de la Conférence des Églises du Pacifique et de la Cévaa - Communauté d'Églises en Mission. Ce n'est qu'en 2016 à la suite de l'assemblée générale de la CWM (Council for World Mission) que l'Église Protestante māòhi est devenue le 32e Membre de la Council for world Mission, héritié de la London Missionary Society.

### Organisation géographique
Organisée selon un principe de découpage territorial, l’église comprend environ 80 paroisses regroupées dans les 8 arrondissements (tūhaa) au niveau de chaque archipel de la Polynésie française mais également en Nouvelle-Calédonie (Tahitiens de Nouvelle-Calédonie). Ces paroisses sont elles-mêmes divisées en âmuiraa (groupes).
Le âmuiraa est la structure de base de la vie paroissiale : dirigé par un ou plusieurs diacres, il regroupe les paroissiens par origine familiale et/ou territoriale.
Les lieux de cultes de l'EPM sont appelés Temples (fare pureraa ou marae) auxquels peuvent s'annexer des foyers dédiés aux actions paroissiales ou appartenant aux groupes paroissiaux (fare âmuiraa).
Le pouvoir de gestion et d'administration de chaque paroisse est donné au conseil des diacres (âpooraa tiàtono) avec l'appui du pasteur (òrometua).

## Cultes et membres
À titre d'indication chaque paroisse peut se décomposer comme suit :
- le pasteur (òrometua)
- les groupes paroissiaux (âmuiraa)
- les diacres (tiàtono), les sous-diacre (tauturu tiàtono), les élèves-diacre (pipi tiàtono)
- les groupes de travail (âmaa òhipa) - chacun géré par un bureau  
  - École du dimanche (Haapiiraa tāpati)
  - Le groupement des femmes (tuahine - te mau vahine)
  - Les évangélistes (te mau haapii parau maitaì - poro èvaneria)
  - Le groupe des jeunes gens (uì âpī) - branche UCJG (Young Men's Christian Association)
- les membres d'église ayant confessé leur foi en Christ (ètārētia)

### Liturgie
L'EPM suit le plan de lecture biblique de l'Union biblique qui établit les lectures quotidiennes des Écritures. Il est assez fréquent que tous les services soient basés sur la lecture du jour.
Les sermons sont menés en reo māòhi principalement mais également en français. Exceptionnellement deux paroisses sont menés dans une autre langue que le reo māòhi, Béthel uniquement en français et Jourdain en mandarin.
Les sermons sont préparés et présentés par le pasteur, les diacres et les membres de l'église pleinement ordonnés qui ont le talent, par la pratique et la formation, d'entreprendre une telle tâche.

### Tenue
La religion est pour certains polynésiens ancrée dans leur mode de vie, particulièrement dans les îles où les événements de l'église rythme la vie des villages. Les paroissiens décrivent ce dévouement en assistant régulièrement aux cultes, en participant aux activités des groupes de travail (âmaa òhipa) mais également à travers leurs habits.
Une tenue correcte est exigée pour les membres de l'église (ètārētia) lors du culte. Bien que son application dépende d'une paroisse à une autre, le pantalon/pāreu/chemise pour les hommes et la jupe/robe/épaule couverte/chapeau pour les femmes reste un standard. Le blanc sera de rigueur lors de la Sainte-cène les 1er dimanche du mois (tāpati ôroà) ou éventements spéciaux.
Des uniformes spéciaux peuvent être choisis pour les groupes de travail (âmaa òhipa) et dépendent des membres administrateurs de chacun.

### Sièges
Le Siège de l'Église protestante māòhi se situe sur l'île de Tahiti à Pāôfaì.
Dans une paroisse (pāroita) il peut exister des rangées de banc attribuées à un groupe paroissial (âmuiraa), à un village où à une communauté (des différentes îles).
Les visiteurs peuvent s'asseoir n'importe où, mais sont généralement escortés vers l'avant en signe de respect et d'honneur, conformément à la tradition et à la coutume.

### Théologie māòhi
Te rautiraa, constitue le fondement doctrinal de la nouvelle théologie māòhi qui s'élabore au sein de l'EEPF (Église Évangélique de Polynésie française) à la fin des années 1980. Monsieur Turo Raapoto (bientôt suivi d'autres théologiens protestants comme Joël Hoìòre) engage en effet une révolution théologique au sein d'une Église déjà ouverte à la critique des essais nucléaires et à la contestation des méfaits de la présence française en Polynésie. Désormais émerge une théologie māòhi liant étroitement religion, culture et politique dans un double processus de sacralisation : 
- d'une part, il y a une sacralisation de la terre, dans laquelle l'homme et la culture māòhi sont dits s'enraciner. Elle passe aussi par la référence affichée à des éléments de la mythologie polynésienne faisant écho à des scènes mythologique judéo-chrétiennes, afin d'entretenir le concept (nouveau) de "terre-mère" (fenua metua vahine) dont l'homme māòhi serait issu.
- d'autre part, se produit une sacralisation de la culture māòhi enracinée dans cette terre que Dieu lui a donné. Une culture qu'il plaît à Dieu que les Māòhi conservent pour ne pas s'éloigner de lui.

Te rautiraa... est un texte de cinquante-neuf pages, construit à la manière d'un commentaire de verset biblique.
La deuxième partie de cette ouvrage se veut ensemble de proposition concrètes destinées à l'Église protestante concernant deux domaines prioritaires, et présentés comme intrinsèquement liés : la langue et la terre. Le combat de la langue a une dimension strictement langagière, à traverser la défense, la sauvegarde du reo māòhi, et une dimension politique dans le fait de rendre la parole aux Māòhi et de faire vivre leur langue en toute occasion. C'est par exemple le cas dans tous les groupes de travail de l'Église protestante, dans ses enseignements à l'école du dimanche (haapiiraa tāpati) ; également, par l'encouragement de l'écriture en reo māòhi. La langue est perçue comme l'âme du corps de l'homme māòhi ; elle habite, elle l'anime. Réciproquement, la langue est la chair de l'âme māòhi, la partie la plus manifeste de son identité. Elle nourrit intérieurement, secondant le travail de la terre qui le nourrit de substance, physiquement.
La révolution théologique hautement politique conduit par Turo Raapoto dans l'EEPF à la fin de la décennie 1980, dont l'ouvrage Te rautiraa... pose les fondements, n'a évidement pas séduit d'emblée les fidèles du corps pastoral de cette Église. Néanmoins, le changement de nom intervenu en 2004, de l'EEPF en Église protestante māòhi, témoigne que ce courant de pensée, minoritaire lors de son émergence à la fin des années 1980, est devenu dominant dans cette institution. De plus, cette théologie rayonne, en dehors de l'EEPF, dans le domaine de la chanson populaire, des spectacles de chants et danses "traditionnels", ainsi que dans le discours politique indépendantiste.

### La génération Hinapaarae
"Pour l'Église protestante māòhi, la Génération Hinapaarae constitue le renouvellement d'une génération. C'est ce que Dieu demande à l'homme. Ce qui signifie que dans la chaîne des générations, la génération Hinapaarae annonce le recommencement d'une nouvelle chaîne de générations. Selon la progression du temps, nous sommes en période du renouvellement demandé par Dieu. C'est Dieu qui est l'origine de ce projet de renouvellement, et il est demandé à l'homme d'accepter et d'accomplir la volonté de Dieu. Le Conseil Supérieur demande aux responsable de l'Église Protestante Māòhi et au peuple d'entrer ensemble dans ce renouvellement. Le Conseil Supérieur demande aussi au Gouvernement Māòhi d'adapter ses lois territoriales en fonction de ce renouvellement : ramener la langue māòhi dans sa situation première, donc comme langue officiel de ce peuple ; redonner à l'agriculture et à la pêche toute leur importance... en tant qu'enseignement pour les enfants māòhi dans les établissements scolaires. C'est ce qui rétablira ce peuple dans sa liberté." Communiqué du Conseil Supérieur de l'Église protestante Māòhi, Synode 2015, Hūrēpiti.

## Université théologique de Terereātau, Tahaa - Pū Àiraa Ùpu Rau ("le centre où l'on acquiert diverses connaissances")
L'école théologique et Pastorale de Terereātau est située à Hūrēpiti, Tīvā, Tahaa, Îles-sous-le-vent (Hiti Raro). Le directeur est le pasteur Hamaiteragi, élu par l'Assemblée générale de l'Église protestante māòhi en 2023 à Māatea, Mooreà lors du 138e synode.
Cette Université est l'un des plus grands projets de l'Église protestante māòhi. C'est un projet qui date de 1971. L'idée au départ était de mettre en place un centre de formation qui pourrait aider les jeunes à trouver un emploi dans le secteur primaire. Le coup global de ce projet s'élève à plus de 500 millions de francs, financé par l'enseignement protestant, l'État, le Pays et la CEVAA. Alexis Nguyen-The était l'architecte de ce projet. Cette Université est construite sur le terrain de Hūrēpiti qui s'étend sur une surface de 300 hectars.

## Graphie
Depuis les premières transcription, le reo māòhi a connu plus d'une dizaine de graphies différentes. Aujourd'hui encore, le sujet fait débat entre les spécialistes de ces questions, particulièrement en ce qui concerne la notation de la glottale et dans une moindre mesure celle de l'allongement vocalique. Deux systèmes d'écriture concurrents semblent néanmoins être les plus fréquemment utilisés :
- Le système adopté par l'Académie tahitienne, officiel et adapté à tout type de locuteur car strictement phonétique ;
- Le système de l'Église protestante māòhi dit « Raapoto », particulièrement adapté à un usage par les locuteurs natifs, car contenant des simplifications évidentes.

L'Église protestante māòhi a sa propre graphie.